# Didymocarpus salviiflorus
Didymocarpus salviiflorus är en tvåhjärtbladig växtart som beskrevs av Woon Young Chun. Didymocarpus salviiflorus ingår i släktet Didymocarpus och familjen Gesneriaceae. Inga underarter finns listade i Catalogue of Life.